# Chasteaux
Chasteaux é uma comuna francesa na região administrativa da Nova Aquitânia, no departamento de Corrèze. Estende-se por uma área de 18,75 km². Em 2010 a comuna tinha 772 habitantes (densidade: 41,2 hab./km²).